# Elaphoglossum conforme
Elaphoglossum conforme är en träjonväxtart som först beskrevs av Olof Peter Swartz, och fick sitt nu gällande namn av Heinrich Wilhelm Schott. Elaphoglossum conforme ingår i släktet Elaphoglossum och familjen Dryopteridaceae. Inga underarter finns listade.